# Gäddtjärnen (Voxna socken, Hälsingland)
Gäddtjärnen är en sjö i Ovanåkers kommun i Hälsingland och ingår i Ljusnans huvudavrinningsområde.